# Міллертон (Нью-Йорк)
Міллертон (англ. Millerton) — селище (англ. village) в США, в окрузі Дачесс штату Нью-Йорк. Населення — 903 особи (2020).

## Географія
Міллертон розташований за координатами 41°57′6″ пн. ш. 73°30′37″ зх. д. / 41.95167° пн. ш. 73.51028° зх. д. (41.951734, -73.510148).  За даними Бюро перепису населення США в 2010 році селище мало площу 1,61 км², з яких 1,60 км² — суходіл та 0,01 км² — водойми.

## Демографія
Згідно з переписом 2010 року, у селищі мешкало 958 осіб у 396 домогосподарствах у складі 226 родин. Густота населення становила 595 осіб/км².  Було 461 помешкання (286/км²).
Расовий склад населення:
| - 81,0 % — білих - 5,3 % — чорних або афроамериканців - 1,6 % — азіатів - 0,1 % — корінних американців - 8,0 % — осіб інших рас |

До двох чи більше рас належало 4,0 %. Частка іспаномовних становила 13,7 % від усіх жителів.
За віковим діапазоном населення розподілялося таким чином: 22,3 % — особи молодші 18 років, 65,1 % — особи у віці 18—64 років, 12,6 % — особи у віці 65 років та старші. Медіана віку мешканця становила 39,4 року. На 100 осіб жіночої статі у селищі припадало 100,4 чоловіків;  на 100 жінок у віці від 18 років та старших — 102,7 чоловіків також старших 18 років.
Середній дохід на одне домашнє господарство  становив 61 637 доларів США (медіана — 49 563), а середній дохід на одну сім'ю — 77 948 доларів (медіана — 62 875). Медіана доходів становила 45 250 доларів для чоловіків та 32 125 доларів для жінок. За межею бідності перебувало 12,8 % осіб, у тому числі 13,4 % дітей у віці до 18 років та 14,8 % осіб у віці 65 років та старших.
Цивільне працевлаштоване населення становило 472 особи. Основні галузі зайнятості: освіта, охорона здоров'я та соціальна допомога — 22,2 %, мистецтво, розваги та відпочинок — 21,6 %, роздрібна торгівля — 16,7 %.